# Força Interina das Nações Unidas no Líbano

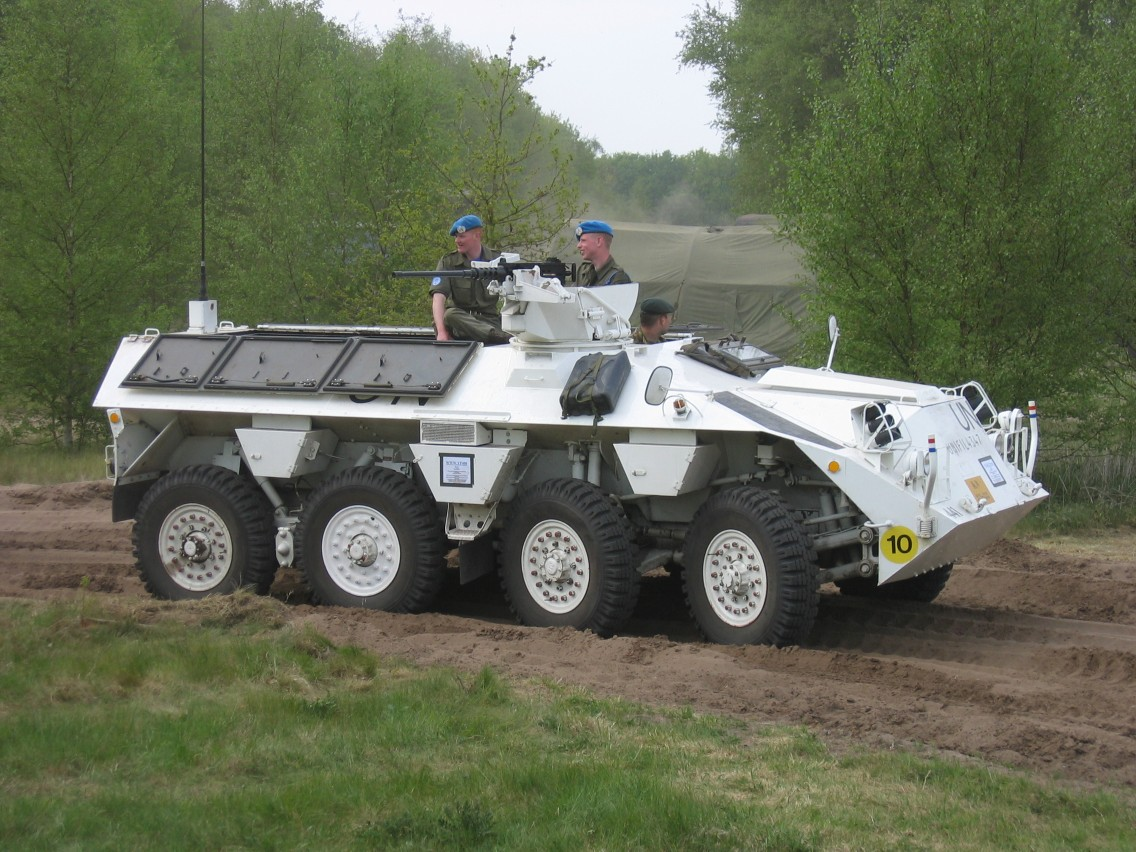
Um veículo blindado DAF YP-408 da UNIFIL durante manobras nos Países Baixos em 2006.

A Força Interina das Nações Unidas no Líbano (FINUL) (UNIFIL, do inglês: United Nations Interim Force in Lebanon), foi criada pelas Nações Unidas por meio da resolução 425, adotada em 19 de março de 1978, dias após a invasão israelense no sul do Líbano. No mesmo dia, o Conselho de Segurança (CS) adotava uma segunda resolução, a 426, que fixava em seis meses o período inicial da missão.
O Brasil integrou a UNIFIL  com um rodízio de quatro embarcações: a fragata Liberal; a fragata União; a fragata Constituição; e a Corveta Barroso. Além de também ter comandado a força de paz no Haiti, o Brasil comandou a força naval da UNIFIL entre 24 de fevereiro de 2011 e 15 de janeiro de 2021.

## Atuação
A UNIFIL foi constituída após um ataque israelense de envergadura contra o Líbano destinado. Israel alegava que buscava proteger o norte de seu território dos combatentes da Organização para a Libertação da Palestina (OLP).
O objetivo da UNIFIL era ajudar o exército libanês a se mobilizar ao longo da fronteira com Israel e velar pela instauração da segurança e a paz na região. Ao ser criada, contava com 6 mil soldados, que chegaram a 7 mil, em 1982.
Três meses após a retirada israelense do sul do Líbano em maio de 2000, a UNIFIL ocupou a fronteira, assumindo a missão que recebera da ONU há 22 anos. Em 31 de janeiro de 2006, o CS da ONU prorrogou por mais seis meses o mandato da UNIFIL.
Os capacetes azuis da UNIFIL vem atuando de forma frequente como desativadores de minas terrestres, socorristas ou "trabalhadores humanitários" de ajuda à população local. Desde sua criação, a UNIFIL já perdeu mais de 250 soldados - 80 desses em ataques.

### Força Tarefa Marítima
Após a Guerra do Líbano de 2006, a Força Tarefa Marítima da UNIFIL (em inglês: Maritime Task Force, ou MTF) foi criada para auxiliar a Marinha do Líbano na prevenção do contrabando de transferências ilegais em geral e embarques de armamento, em particular. Com a sua criação, em outubro de 2006, a força era liderada pela Marinha Alemã, que também foi a principal contribuinte para a força. Os alemães lideraram a MTF até 29 de fevereiro de 2008, quando passaram o controle sobre a EUROMARFOR - uma força composta por navios de Portugal, Espanha, Itália e França (dos quais os três últimos países enviaram navios para a força no Líbano). Desde maio de 2008, a Marinha Alemã ainda continua sendo a maior contribuinte para a MTF da UNIFIL, com quatro navios. Estes navios são complementados por dois italianos, dois gregos, um francês, um espanhol, um búlgaro, um navio turco e um brasileiro o fragata Liberal, que compõem as 13 embarcações da Força Tarefa Marítima da UNIFIL.

## Comando

### Comandantes da Força
| Início                  | Fim                     | Nome                         | País      |
| ----------------------- | ----------------------- | ---------------------------- | --------- |
| Março de 1978           | Fevereiro de 1981       | Emmanuel A. Erskine          | Gana      |
| Fevereiro de 1981       | Maio de 1986            | William O'Callaghan          | Irlanda   |
| Junho de 1986           | Junho de 1988           | Gustav Hägglund              | Finlândia |
| Julho de 1988           | Fevereiro de 1993       | Lars-Eric Wahlgren           | Suécia    |
| Fevereiro de 1993       | Fevereiro de 1995       | Trond Furuhovde              | Noruega   |
| Abril de 1995           | 1º de outubro de 1997   | Stanislaw Franciszek Wozniak | Polônia   |
| Fevereiro de 1997       | Setembro de 1999        | Jioje Konousi Koronte        | Fiji      |
| 30 de setembro de 1999  | 1º de dezembro 1999     | James Sreenan                | Irlanda   |
| 16 de novembro de 1999  | 15 de maio de 2001      | Seth Kofi Obeng              | Gana      |
| 15 de maio de 2001      | 17 de agosto de 2001    | Ganesan Athmanathan          | Índia     |
| 17 de agosto de 2001    | 17 de fevereiro de 2004 | Lalit Mohan Tewari           | Índia     |
| 17 de fevereiro de 2004 | 2 de fevereiro de 2007  | Alain Pellegrini             | França    |
| 2 de fevereiro de 2007  | 28 de janeiro de 2010   | Claudio Graziano             | Itália    |
| 28 de janeiro de 2010   | 28 de janeiro de 2012   | Alberto Asarta Cuevas        | Espanha   |
| 28 de janeiro de 2012   | 24 de julho de 2014     | Paolo Serra                  | Itália    |
| 24 de julho de 2014     | 24 de julho de 2016     | Luciano Portolano            | Itália    |
| 24 de julho de 2016     | 7 de agosto de 2018     | Michael Beary                | Irlanda   |
| 7 de agosto de 2018     | 28 de fevereiro de 2022 | Stefano Del Col              | Itália    |
| 28 de fevereiro de 2022 | ...                     | Aroldo Lázaro Sáenz          | Espanha   |

### Comandantes da Força Naval
| Início                  | Fim                     | Nome                                    | País     |
| ----------------------- | ----------------------- | --------------------------------------- | -------- |
| Setembro de 2006        | 16 de outubro de 2006   | Giuseppe De Giorgi                      | Itália   |
| 15 de outubro de 2006   | Março de 2007           | Andreas Krause                          | Alemanha |
| Março de 2007           | Setembro de 2007        | Karl-Wilhelm Bollow                     | Alemanha |
| Setembro de 2007        | Fevereiro de 2008       | Christian Luther                        | Alemanha |
| 29 de Fevereiro de 2008 | 1º de Setembro de 2008  | Ruggiero di Biase                       | Itália   |
| 1º de Setembro de 2008  | 15 de Novembro de 2008  | Alain Hinden                            | França   |
| 15 de Novembro de 2008  | 28 de Fevereiro de 2009 | Jean-Louis Kerignard                    | França   |
| 1º de Março de 2009     | 30 de Maio de 2009      | Jean-Thierry Pynoo                      | Bélgica  |
| 30 de Maio de 2009      | 1º de Setembro de 2009  | Ruggiero Di Biase                       | Itália   |
| 1º de Setembro de 2009  | 30 de Novembro de 2009  | Jürgen Mannhardt                        | Alemanha |
| 30 de Novembro de 2009  | 31 de Agosto de 2010    | Paolo Sandalli                          | Itália   |
| 24 de Fevereiro de 2011 | 24 de Fevereiro de 2012 | Luiz Henrique Caroli                    | Brasil   |
| 24 de Fevereiro de 2012 | 25 Fevereiro de 2013    | Wagner Lopes de Moraes Zamith           | Brasil   |
| 25 Fevereiro de 2013    | 25 de Fevereiro de 2014 | Joése de Andrade Bandeira Leandro       | Brasil   |
| 25 de Fevereiro de 2014 | 26 de Fevereiro de 2015 | Walter Eduardo Bombarda                 | Brasil   |
| 26 de Fevereiro de 2015 | 26 de Fevereiro de 2016 | Flavio Macedo Brasil                    | Brasil   |
| 26 de Fevereiro de 2016 | 27 de Fevereiro de 2017 | Claudio Henrique Mello de Almeida       | Brasil   |
| 27 de Fevereiro de 2017 | 27 de Fevereiro de 2018 | Sergio Fernando de Amaral Chaves Junior | Brasil   |
| 27 de Fevereiro de 2018 | 28 de Fevereiro de 2019 | Eduardo Machado Vazquez                 | Brasil   |
| 28 de Fevereiro de 2019 | 29 de Fevereiro de 2020 | Eduardo Augusto Wieland                 | Brasil   |
| 29 de Fevereiro de 2020 | Dezembro de 2020        | Sergio Renato Berna Salgueirinho        | Brasil   |
| Dezembro de 2020        |                         | Axel Schultz                            | Alemanha |